# Belozem Hill
Belozem Hill är en kulle i Antarktis. Den ligger i Sydshetlandsöarna. Argentina, Chile och Storbritannien gör anspråk på området. Toppen på Belozem Hill är 129 meter över havet.
Terrängen runt Belozem Hill är varierad. Havet är nära Belozem Hill åt sydväst. Trakten är glest befolkad. Närmaste befolkade plats är St. Kliment Ohridski Base, 0,35 kilometer norr om Belozem Hill. 